# Ensay
Ensay is een plaats in de Australische deelstaat Victoria en telt 331 inwoners (2006).